# Leo Bogart
Leo Bogart (geboren 23. September 1921  in Lemberg, Polen; gestorben 15. Oktober 2005 in New York City) war ein US-amerikanischer Kommunikationswissenschaftler.

## Leben
Leo Bogarts Eltern stammten aus Galizien und emigrierten 1923 aus Polen in die USA. Er graduierte 1941 am Brooklyn College und wurde als Soldat eingezogen. Er war als Intelligence officer  der U.S. Army auf dem europäischen Kriegsschauplatz eingesetzt, da er perfekt Deutsch beherrschte. Nach Kriegsende wurde er an der University of Chicago in Soziologie promoviert und spezialisierte sich auf Kommunikationswissenschaften und das Marketing der Massenmedien. Er lehrte Medienmarketing an der New York University, der Columbia University und am Illinois Institute of Technology. Er war Fellow am Center for Media Studies der Columbia University und forschte als Fellow des Fulbrightprogamms in Frankreich. Er war zeitweise Kolumnist des Presstime Magazine. Er veröffentlichte eine Vielzahl wissenschaftlicher Artikel und mehr als zehn Bücher.
Bogart arbeitete lange Jahre als Executive Vice President und Manager des „Newspaper Advertising Bureau“, der Verkaufsorganisation der Pressewirtschaft.
Bogart war 1966/67 Vorsitzender der American Association for Public Opinion Research (AAPOR) und war auch für eine Wahlperiode Vorsitzender World Association for Public Opinion Research (WAPOR).

## Konflikt mit Elisabeth Noelle-Neumann
Bogart setzte sich spätestens seit 1966 mit der Vita der deutschen Meinungsforscherin Elisabeth Noelle-Neumann auseinander und wies im Artikel Is there a World Opinion? auf ihre 1941 verfasste Dissertation und auf ihre Verbindung zum Nationalsozialismus hin.
Die Kritik an Noelle-Neumann wiederholte er 1991 im Artikel The Pollster and the Nazi in der Zeitschrift Commentary, woraufhin im Oktober 1991 auch der Chicagoer Soziologe und Dekan John J. Mearsheimer eine aus seiner Sicht längst überfällige Erklärung ihrer Tätigkeit als Autorin und Herausgeberin der NS-Zeitung Das Reich und eine Entschuldigung von Noelle-Neumann verlangte. Die Kritik wurde 1997 noch einmal von Chris Simpson von der American University in Washington aufgenommen.

## Schriften (Auswahl)
- The age of television; a study of viewing habits and the impact of television on American life. New York, F. Ungar Pub. Co. 1956
- Social research and the desegregation of the U.S. Army; two original 1951 field reports. Chicago : Markham Pub. Co., 1969
- Current controversies in marketing research. Chicago : Markham Pub. Co., 1969
- Silent politics: polls and the awareness of public opinion. New York : Wiley-Interscience, 1972
- Premises for propaganda : the United States Information Agency's operating assumptions in the cold war. New York : Free Press, 1976
- Press and public : who reads what, when, where, and why in American newspapers. Hillsdale, NJ : L. Erlbaum Associates, 1981
- Commercial culture : the media system and the public interest. New York : Oxford University Press, 1995
- mit Agnes Bogart: Cool words, cold war : a new look at USIA's Premises for propaganda. Washington, D.C. : American University Press, 1995
- Strategy in advertising : matching media and messages to markets and motivations. Lincolnwood, IL : NTC Business Books, 1996
- How I earned the ruptured duck : from Brooklyn to Berchtesgaden in World War II. Vorwort Charles Winick. College Station, Tex. : Texas A & M Univ. Press, 2004
- Over the edge : how the pursuit of youth by marketers and the media has changed American culture. Chicago : Ivan R. Dee, 2005